# Jalpa (Hidalgo)
Jalpa es una localidad de México localizada en el municipio de Tlanchinol en el estado de Hidalgo.

## Topopnimia
Del náhuatl Jalpan, xal-pa, xal-pan; xalli, arena, y pa, en, ó pan, sobre: Significa en el arenal.

## Geografía
Se encuentra en la región geográfica de la Huasteca hidalguense. Le corresponden las coordenadas geográficas 21° 06’ 34.549” de latitud norte y 98° 42’ 47.066” de longitud oeste, con una altitud de 231 m s. n. m. Cuenta con un clima semicálido húmedo con lluvias todo el año.
En cuanto a fisiografía se encuentra en la provincia de la Sierra Madre Oriental, dentro de la subprovincia de Carso Huasteco; su terreno es de sierra. En lo que respecta a la hidrografía se encuentra posicionado en la región del Pánuco, dentro de la cuenca del río Moctezuma, y en la subcuenca del río Amajac.

## Demografía
En 2020 registró una población de 1156 personas, lo que corresponde al 3.06 % de la población municipal. De los cuales 587 son hombres y 569 son mujeres.
| Gráfica de evolución demográfica de Jalpa entre 1900 y 2020                                  |
|                                                                                              |
| Población de los censos y conteos del Instituto Nacional de Estadística y Geografía (INEGI). |